# Мигійський Ташлик
Мигійський Ташлик — балка (річка) в Україні у Первомайському районі Миколаївської області. Ліва притока Південного Бугу (басейн Південного Бугу).

## Опис
Довжина річки 17 км, похил річки 5,6 м/км, площа басейну водозбору 135 км², найкоротша відстань між витоком і гирлом — 13,71 км, коефіцієнт звивистості річки — 1,24. Формується декількома струмками та загатами.

## Розташування
Бере початок на південно-західній стороні від села Новогригорівки. Тече переважно на південний захід через села Софіївку, Гаївське і в селі Мигія впадає в річку Південний Буг.

## Цікаві факти
- У селі Мигія балку перетинає автошлях Р06[3] (автомобільний шлях національного значення на території України. Проходить територією Кіровоградської та Миколаївської областей через Благовіщенське — Вознесенськ — Миколаїв.).
- У XX столітті на балці існували молочно-тваринні ферми (МТФ), газгольдери та декілька газових свердловин[2].